# Landtagswahl in Kärnten 1970
- SPÖ: 20
- ÖVP: 12
- FPÖ: 4

Die Landtagswahl in Kärnten 1970 fand am 22. Februar 1970 statt. Dabei konnte die Sozialistische Partei Österreichs (SPÖ) den ersten Platz halten und die absolute Mandatsmehrheit erringen. Während die Österreichische Volkspartei (ÖVP) praktisch unverändert blieb, verlor die Freiheitliche Partei Österreichs (FPÖ) ein Mandat an die SPÖ und die Kommunisten und Linkssozialisten (KLS) büßte ihr einziges Mandat ebenfalls an die SPÖ ein. Die Kärntner Wahlgemeinschaft, die 1965 noch kandidiert hatte, trat bei der Wahl 1970 nicht mehr an.
1970 waren 336.378 Menschen bei der Landtagswahl stimmberechtigt, wobei dies eine Steigerung der Wahlberechtigten um 20.061 Personen bedeutete. Die Wahlbeteiligung lag 1970 bei 85,96 % und war damit gegenüber 1965 (87,05 %) leicht gesunken.

## Gesamtergebnis
|                                              | Ergebnisse 1970 | Ergebnisse 1970 | Ergebnisse 1970 | Ergebnisse 1965 | Ergebnisse 1965 | Ergebnisse 1965 | Differenzen | Differenzen | Differenzen |
| -------------------------------------------- | --------------- | --------------- | --------------- | --------------- | --------------- | --------------- | ----------- | ----------- | ----------- |
|                                              | Stimmen         | %               | Mand.           | Stimmen         | %               | Mand.           | Stimmen     | %           | Mand.       |
| Abgegebene Stimmen                           | 289.155         |                 | 36              | 275.343         |                 | 36              | + 13.812    |             |             |
| Ungültig                                     | 2.964           | 1,03 %          |                 | 3.597           | 1,31 %          |                 | - 633       | - 0,28 %    |             |
| Gültig                                       | 286.191         | 98,69 %         |                 | 271.746         | 98,79 %         |                 | +14.445     | + 0,10 %    |             |
| Partei                                       |                 |                 |                 |                 |                 |                 |             |             |             |
| Sozialdemokratische Partei Österreichs (SPÖ) | 151.978         | 53,10 %         | 20              | 133.955         | 49,29 %         | 18              | + 18.023    | + 3,81 %    | + 2         |
| Österreichische Volkspartei (ÖVP)            | 92.938          | 32,47 %         | 12              | 89.523          | 32,94 %         | 12              | + 3.415     | - 0,47 %    | ± 0         |
| Freiheitliche Partei Österreichs (FPÖ)       | 34.704          | 12,13 %         | 4               | 36.494          | 13,43 %         | 5               | - 1.790     | - 1,30 %    | - 1         |
| Kommunisten und Linkssozialisten (KLS)       | 6.571           | 2,30 %          | 0               | 7.502           | 2,76 %          | 1               | - 931       | - 0,46 %    | - 1         |
| Kärntner Wahlgemeinschaft (KWG)              | n.k.            | n.k.            | n.k.            | 4.272           | 1,57 %          | 0               | - 4.272     | -1,57 %     | ± 0         |